# 瑞士信贷第一波士顿
瑞士信贷第一波士顿（Credit Suisse First Boston，缩写：CSFB），是瑞士信贷集团的投资银行部门。其母公司瑞士信贷集团是瑞士第二大的银行，仅次于它的长期竞争对手“瑞士联合银行”（UBS AG）。

## 外部連結
- 瑞士信贷 （页面存档备份，存于）